# فولفغانغ روزنتال
فولفغانغ روزنتال (بالألمانية: Wolfgang Rosenthal)‏ هو جراح ومغني ألماني، ولد في 8 سبتمبر 1882 في Friedrichshagen ‏ في ألمانيا، وتوفي في 10 يونيو 1971 في برلين في ألمانيا.